# Зарудянский сельский совет (Збаражский район)
Зарудянский сельский совет (укр. Зарудянська сільська рада) — входит в состав
Збаражского района
Тернопольской области
Украины.
Административный центр сельского совета находится в 
с. Зарудье.

## История
- 1940 — дата образования.

## Населённые пункты совета
- с. Зарудье
- с. Витковцы
- с. Олишковцы